# Doreen Valiente
Doreen Edith Dominy Valiente, conosciuta anche con il nome d'arte di Ameth (Londra, 4 gennaio 1922 – Brighton, 1º settembre 1999), è stata una scrittrice, poetessa e sacerdotessa wiccan britannica, ricordata come una delle figura centrali della wicca ed anche come "madre della moderna stregoneria".
Il suo nome è legato alla rinascita e allo sviluppo della wicca tra gli anni cinquanta e settanta. Iniziata da Gerald Gardner, fu una delle prime sacerdotesse dell'originaria Bricket Wood Coven, poi grande sacerdotessa della tradizione gardneriana e infine membro dell'Arte di Cochrane e della Coven di Atho.
Doreen Valiente contribuì alla composizione di moltissimi testi della wicca, dal valore poetico, tra i quali vanno ricordati la Runa delle Streghe e l'Incarico della Dea, inseriti nell'originario Libro delle ombre della tradizione gardneriana. Pubblicò cinque libri sulla wicca e il suo contributo fu tale che Leo Ruickbie, nel suo Witchcraft Out of the Shadows, anche sulla base delle ricerche di Ronald Hutton, la ribattezzò "la Madre della Moderna Stregoneria" e artefice della "riforma" del Libro delle Ombre di Gardner.
Nel 2013 la città di Brighton celebrò Doreen Valiente, applicando una placca commemorativa (del tipo della blue plaque) sulla casa dove abitò fino alla sua morte.

## Biografia
Doreen Edith Dominy nacque nel sud di Londra figlia du Harry Dominy, di confessione metodista e della madre Edith. Ben presto si trasferì con la famiglia a Horley, nel Surrey, dove, all'età di 13 anni, si convinse di possedere il dono della magia, che usò per proteggere la madre dalle angherie di un collega. I genitori lo scoprirono e la spedirono a studiare in un convento, dal quale la ragazza fuggì due anni dopo con l'irremovibile intento di non tornarci.
Nel 1941, mentre lavorava come segretaria a Barry, sposò Joanis Vlachopoulos, un ufficiale della Marina inglese, che partecipò alla Seconda guerra mondiale e fu dichiarato disperso nel corso di un'operazione bellica. Nel 1944 contrasse un secondo matrimonio con Casimiro Valiente, un reduce della guerra civile spagnola in esilio, protagonista della battaglia di Narvik accanto alle forze francesi. La Valiente ebbe in seguito modo di lamentarsi per alcune ritorsioni razziste seguite al matrimonio.
In questo periodo cominciarono anche i suoi primi interessi verso il mondo dell'occulto, a cui il marito rimase estraneo. Particolare importanza ebbe per lei la lettura della biografia di Aleister Crowley scritta da John Symond e intitolata la Grande Bestia.

### L'iniziazione e Gardner, 1952-1953
Dopo la guerra, Valiente si trasferì a Bournemouth, dove ebbe modo di leggere sul periodico Illustrated un articolo di Allen Andrews intitolato Witchcraft in Britain (Stregoneria in Gran Bretagna). L'articolo citava sia Cecil Williamson, a quel tempo proprietario del Museo del Folklore, della Magia e della Stregoneria dell'Isola di Man, sia la New Forest Coven o "Coven Meridionale delle Streghe Inglesi". Valiente scrisse immediatamente a Williamson per ricevere ulteriori informazioni, ed egli a sua volta passò la lettera a Gerald Gardner.
Valiente e Gardner iniziarono una fitta corrispondenza, che fu l'anticamera della sua ammissione alla coven. Inizialmente Gardner rifiutò di incontrare la Valiente, ma nell'inverno del 1952 decise di riceverla nella casa di Dafo, nei pressi di New Forest. La Valiente ebbe un'impressione molto positiva di lui fin dal primo incontro, comprendendo che non avrebbe perso tempo e che in quelle persone vi era qualcosa di diverso dalle sue precedenti esperienze. Gardner, a conclusione dell'incontro, le diede una copia del suo romanzo High Magic's Aid (Gli Aiuti dell'Alta Magia) per testare le sue opinioni sulla nudità rituale e la flagellazione, dinamica che ripeté con tutti i candidati successivi.
Nel solstizio d'estate del 1953, Gardner e Valiente si incontrarono nuovamente in casa di Dafo, dove la Valiente ricevette la prima iniziazione. Successivamente i tre si spostarono a Stonehenge, per celebrare un rito insieme ad alcuni membri di un ordine druidico. Per l'occasione Gardner portò con sé una spada dal Museo del Folklore dell'Isola di Man, che durante il rito venne conficcata dai druidi in una pietra antica. La Valiente rivelò al marito e alla madre soltanto la visita a Stonehenge, ma non l'iniziazione, che essi non avrebbero approvato.

### Bricket Wood Coven, 1953-1957
Dopo l'iniziazione, Doreen Valiente aderì alla Bricket Wood Coven, divenendone la grande sacerdotessa. Come tale ebbe accesso alle carte gardneriane, nelle quali notò un forte influsso dell'occultista Aleister Crowley, che ella non stimava. La presenza di elementi crowleyani poteva smentire la pretesa di Gardner che il Libro delle Ombre, e con esso la wicca, traesse origine da fonti antiche, ma egli motivò le interpolazioni con la frammentazione dei documenti originali della New Forest Coven, che aveva reso necessario attingere da varie fonti per dare omogeneità ai contenuti. Con il permesso di Gardner, Valiente intraprese una rivisitazione del Libro delle Ombre, espungendo gran parte dei contributi crowleyani e ispirandosi ad altre fonti, come i Carmina Gadelica e Aradia, o il Vangelo delle Streghe di Leland. Alcune parti furono completamente riscritte, come l'Incarico della Dea, mentre altre furono il frutto della sua vena poetica, ad esempio la Runa delle Streghe e parte della Rede wiccan. Come grande sacerdotessa iniziò parecchi uomini, secondo la regola gardneriana per cui le donne iniziano gli uomini e viceversa, tra cui Jack Bracelin nel 1956.
Quando Gardner si dedicò a un'intensa campagna pubblicitaria a favore della wicca, vittima di svariati luoghi comuni negativi, come l'accostamento al satanismo o a rituali cruenti, egli non incontrò l'approvazione né della Valiente, né di alcuni degli altri membri della coven, che avrebbero preferito mantenere una certa segretezza e riservatezza. La Valiente si scontrò con il suo antico maestro, additandolo come un egocentrico: «...è stato Gardner a compromettere la sicurezza del gruppo e la sincerità del suo insegnamento».
Nel 1957 Gardner, in risposta alla richiesta della Valiente e degli altri dissidenti di una regolamentazione che impedisse i contatti con la stampa, rivelò le Leggi dell'Arte, spacciandole come preesistenti al dissidio. Le Leggi, che tra l'altro ponevano limiti alle prerogative della grande sacerdotessa e ne prevedevano la sostituzione una volta sopraggiunta la menopausa, adirarono la Valiente, che decise di staccarsi dalla Bricket Wood Coven e di fondarne una propria con alcuni dei membri più anziani: «Ne abbiamo abbastanza del Vangelo secondo Gardner».

### Lacovendella Valiente, 1957-1964
A capo della nuova coven fu posto Ned Grove come grande sacerdote. La congrega seguiva ancora la tradizione gardneriana, depurata dalle Leggi dell'Arte, considerate dalla Valiente una pura invenzione di Gardner.
Nei primi anni sessanta Valiente seguì i corsi indetti dalla Coven di Atho, presieduta da Raymond Howard, in parte basati sugli insegnamenti di Charles Cardell. Nel 1963 ottenne il grado più basso, ovvero di Sarsen. Da questa esperienza la Valiente ricavò parecchie nozioni, che furono alla base della sua pratica successiva.

### Clan di Tubal Cain, 1964-1966

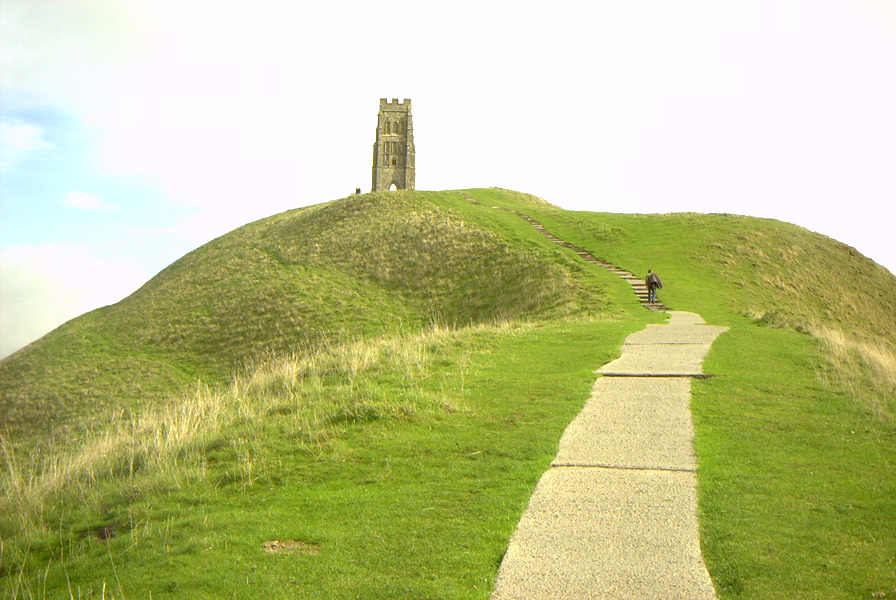
Glastonbury Tor, dove si radunava la Confraternita degli Esseni.

Nel 1964 sia la madre della Valiente che Gardner, con cui aveva ricucito i rapporti, morirono. Nello stesso anno, durante un raduno sulla Glastonbury Tor indetto dalla Confraternita degli Esseni, incontrò Robert Cochrane, del quale divenne amica e poi un membro della sua coven, il Clan di Tubal Cain. Notò immediatamente alcune caratteristiche positive in Cochrane, come ad esempio la sua forte connessione con la natura, più carente nella Bricket Wood Coven, la segretezza, che Gardner in un certo senso aveva infranto, e l'uso di praticare i riti vestiti con tuniche scure.
Tuttavia c'erano dei risvolti di Cochrane che la delusero, come il suo continuo e scandaloso adulterio con un membro della coven, la sua parziale insincerità e soprattutto l'accesa avversione per i gardneriani, espressa in diverse pubblicazioni. Di non secondaria importanza fu inoltre la disapprovazione da parte della Valiente di alcune "Pozioni delle Streghe", delle quali Cochrane faceva largo uso, ovvero infusi e tinture dagli effetti psicoattivi, ottenuti da erbe.

### Il cammino solitario, 1966-1999
Nel 1966, in quella che ella, traendo spunto dall'epurazione nazista, chiamò la "Notte dei Lunghi Coltelli dei gardneriani", la Valiente lasciò anche il Clan di Tubal Cain, dichiarando che ormai poteva procedere sul cammino da solitaria, dato che non le interessavano situazioni di continuo conflitto tra le varie tradizioni. Poco dopo, nel giorno della festività di Litha, Cochrane trovò la morte proprio a causa di una delle sue pozioni. Nonostante i dissidi con Cochrane, la Valiente compose per lui un epitaffio particolarmente poetico, in cui si rivelano i profondi sentimenti di amicizia e di vicinanza che li avevano legati:
To think that you are gone over the crest of the Hill.

As the Moon passed from her fulness, riding the Sky,

And the White Mare took you with her.

To think that we must wait another life

To drink wine from the Horns and leap the Fire.

Farewell from this world, but not the Circle.

That place that is between worlds

Shall hold return in due time. Nothing is lost.

The half of a fruit from the Tree of Avalon

Shall be our reminder among the fallen leaves

This life treads underfoot. Let the rain weep.

Waken in sunlight from the realms of sleep!»

Nel suo libro The Rebirth of Witchcraft, la Valiente ricorda Cochrane come una delle persone più dotate che avesse mai conosciuto: la sua morte prematura aveva tolto alla wicca uno dei grandi protagonisti della sua storia, che avrebbe potuto avere una notevole influenza sul movimento.

Il simbolo wiccan della triplicità della Dea

Tra il 1970 e il 1980, Doreen Valiente divenne una delle più rispettabili personalità della wicca, tanto da ricevere una voce nel Dictionary of National Biography. Riuscì a dimostrare che la Vecchia Dorothy, l'iniziatrice di Gardner nell'originaria New Forest Coven, non era una sua invenzione, ma un personaggio realmente esistito: le sue ricerche la portarono a identificarla con Dorothy Clutterbuck. Nel 1980 pubblicò le sue scoperte nel libro The Witches' Way di Stewart e Janet Farrar.
Doreen Valiente scrisse cinque libri sulla wicca, dei quali tre sono pensati come insegnamento per i praticanti solitari. Nel frattempo compose numerose poesie di ambito wiccan, per lo più radunate in Charge of the Goddess: The Mother of Modern Witchcraft, pubblicato postumo. Fu inoltre particolarmente attiva nella promozione della stregoneria e del Neopaganesimo, con l'obiettivo di eliminare gli stereotipi che riconducono la wicca al Satanismo. A questo fine lavorò per dirigere la Pagan Federation, una delle prime associazioni neopagane.

### Morte, 1999
Sul finire degli anni novanta il cancro al pancreas che l'aveva colpita si aggravò tanto da portarla alla morte, avvenuta il 1º settembre 1999. John Belham-Payne, che rimase al suo fianco con amore filiale, ereditò tutti gli scritti della Valiente, compreso il suo Libro delle Ombre.

## Opere
- Where Witchcraft Lives (1962)
- An ABC of Witchcraft, 1973 (L'ABC per la Stregoneria)
- Natural Magic, 1975 (Magia Naturale, Brigantia Editrice, 2014)
- Witchcraft for Tomorrow, 1978 (Magia Contemporanea. Una sapienza antica per il nuovo millennio, Brigantia Editrice 2016)
- The Rebirth of Witchcraft, 1989 (La Rinascita della Stregoneria - Autobiografia)
- Charge of the Goddess, The Mother of Modern Witchcraft, 2000 (postumo)